# 平池駅
平池駅（ひらいけえき）は、かつて愛知県東春日井郡旭村新居（現・尾張旭市）にあった名古屋鉄道瀬戸線の駅（廃駅）。

## 歴史
- 1905年（明治38年）4月2日 - 開業[1][2]。
- 1944年（昭和19年） - 休止[2]。
- 1969年（昭和44年）4月5日 - 廃止[2]。

## 駅構造
相対式ホーム2面2線を持つ地上駅。

## 駅周辺
- 平池 - 平池駅・旭新居駅間にある池。平池養魚場があり沿線案内では「鯉ト鮒ヲ飼養シ仲秋の観月最モ好シ」と宣伝された[3]。

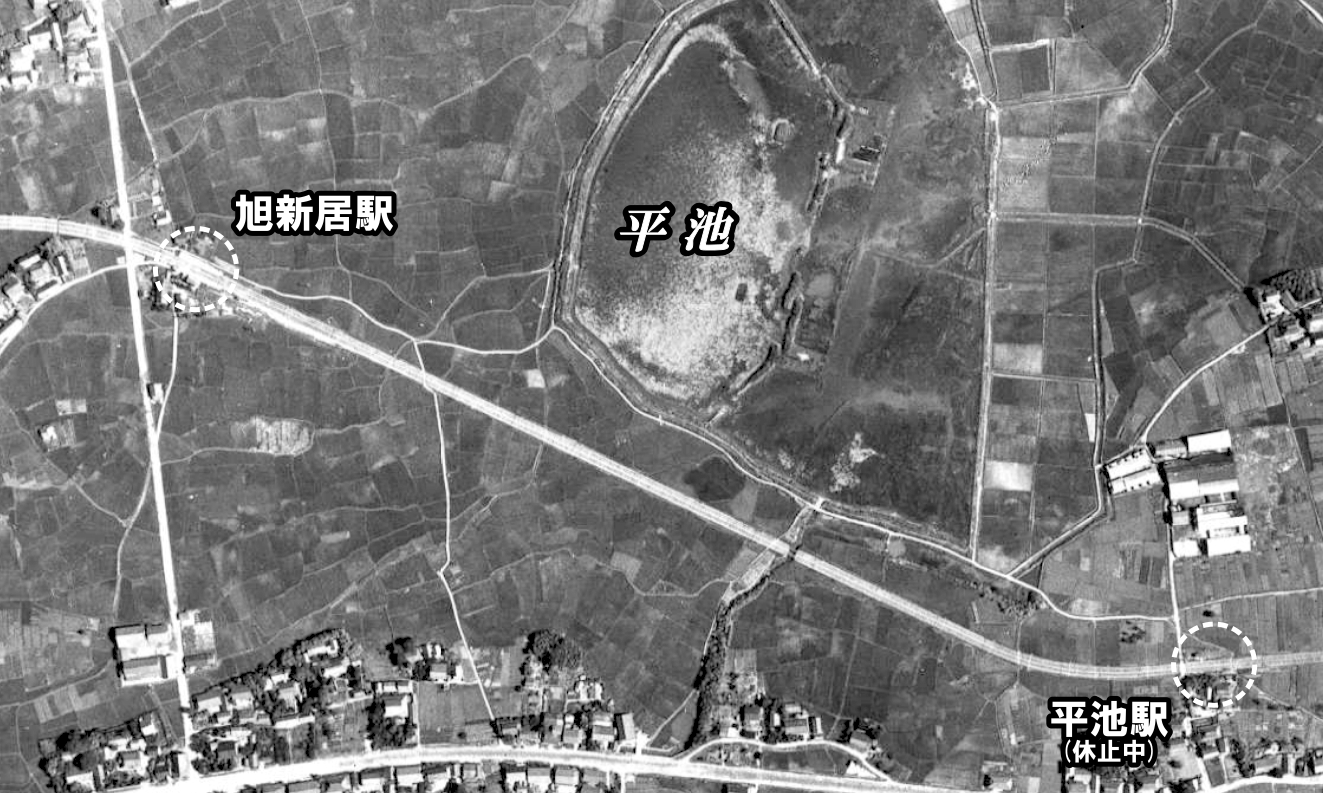
旭新居駅、平池駅と平池（1948年）。旭新居駅は後の尾張旭駅。当時は現在地より200 m西方に位置した[2]。 帰属：国土交通省「国土画像情報（カラー空中写真）」 配布元：国土地理院地図・空中写真閲覧サービス

## 隣の駅
名古屋鉄道
瀬戸線
旭新居駅 - 平池駅 - 三郷駅